# Kazatxka
Kazatxka (en rus: Казачка) és un poble (un possiólok) de l'óblast de Tula, a Rússia, segons el cens del 2010 tenia 1.039 habitants.